# Reineh
Reineh (in arabo الرينة‎?; in ebraico רֵינָה‎?) è una città araba nel nord di Israele. Situata in Galilea, tra Nazareth e Qana della Galilea, ha ricevuto lo status di consiglio locale nel 1968. Nel 2021 aveva una popolazione di 19.265 persone, la maggior parte delle quali sono musulmani (85%), con una minoranza cristiana significativa del 15%.

## Storia
Sono stati trovati qui resti archeologici risalenti all'età del bronzo medio, al periodo persiano (V-IV secolo a.C.), ellenistico (II secolo a.C.), romano antico e medio (I secolo a.C. e II secolo d.C.), bizantino, primo periodo islamico, crociato e mamelucco.
A Reineh è stato scoperto un laboratorio ebraico di 2000 anni fa utilizzato per la creazione di vasi di pietra. Risale al periodo romano. L'analisi del sito e dei suoi manufatti suggerisce un rigoroso rispetto delle leggi di purezza tra gli ebrei galilei, simile alle pratiche degli ebrei di Giudea.
La ceramica importata dalla Siria e dall'Italia nel XIV-XVI secolo d.C. trovata qui indica che il villaggio aveva un'economia forte nel periodo mamelucco.
Nel 1838, la popolazione di Reineh era descritta come composta da cristiani ortodossi di rito greco e musulmani sunniti, mentre nel 1852 si segnalava la presenza di una chiesa "greca" a Reineh.

## Archeologia
A Reineh, gli archeologi hanno scoperto una fabbrica ebraica per la produzione di recipienti in pietra risalenti al periodo romano. Il sito, che include una grotta di creta funzionante sia come cava che come laboratorio, fornisce prove che le comunità ebraiche della Galilea rispettavano le leggi di purezza con lo stesso rigore di quelle in Giudea. Numerosi reperti, come nuclei di pietra e recipienti parzialmente completati, coerenti con i tipi utilizzati nelle pratiche ebraiche di purificazione rituale, sono stati rinvenuti sul sito. Il laboratorio di Reineh è il quarto del suo genere in Israele, con laboratori simili trovati a Hizma e a Jebel Mukaber (entrambi nelle vicinanze di Gerusalemme) e un altro nelle vicinanze di Reineh.